# 大鳥羽駅
大鳥羽駅（おおとばえき）は、福井県三方上中郡若狭町大鳥羽にある、西日本旅客鉄道（JR西日本）小浜線の駅である。

## 歴史
- 1918年（大正7年）11月10日：官設鉄道（後に日本国有鉄道）小浜線の十村駅 - 小浜駅間延伸により開業[1]。旅客及び貨物の取扱を開始[1]。
- 1961年（昭和36年）3月1日：貨物の取扱を廃止[1]。
- 1973年（昭和48年）3月15日：荷物扱い廃止[2]。無人化[3]。列車交換設備撤去。
- 1987年（昭和62年）4月1日：国鉄分割民営化により、西日本旅客鉄道の駅となる[1]。
- 1988年（昭和63年）3月：駅舎を改築。若狭農業協同組合（JA若狭）との合築駅舎となる。
- 時期未定：簡易委託を解除し、無人化〈予定〉[4]。

## 駅構造
敦賀方面に向かって左側に単式ホーム1面1線を有する地上駅（停留所）。金沢支社管理の無人駅（正式には簡易委託駅扱い）となっている。
駅舎は若狭農業協同組合（JA若狭）との合築であったが、農協（JA）の出張所（鳥羽出張所）は2022年（令和4年）に閉所した。現在は若狭ものづくり美学舎を運営する特定非営利活動法人若狭美&Bネットが委託管理し、同施設の営業時間帯は切符の委託販売も行っている。

## 利用状況
JR西日本の移動等円滑化取組報告書によると、2023年（令和5年）度の1日平均乗降人員は170人である。
「福井県統計年鑑」によれば、近年の1日平均乗車人員は以下の通り。
| 年度   | 1日平均 乗車人員 |
| ------ | ---------------- |
| 1997年 | 183              |
| 1998年 | 194              |
| 1999年 | 181              |
| 2000年 | 170              |
| 2001年 | 175              |
| 2002年 | 158              |
| 2003年 | 149              |
| 2004年 | 143              |
| 2005年 | 153              |
| 2006年 | 193              |
| 2007年 | 182              |
| 2008年 | 197              |
| 2009年 | 195              |
| 2010年 | 149              |
| 2011年 | 148              |
| 2012年 | 131              |
| 2013年 | 127              |
| 2014年 | 111              |
| 2015年 | 114              |
| 2016年 | 117              |
| 2017年 | 110              |
| 2018年 | 107              |
| 2019年 | 100              |
| 2020年 | 87               |
| 2021年 | 95               |

## 駅周辺
駅付近には小規模な住宅街があり、駅東側を福井県道22号線が通る。郵便局は駅南側、寺院・神社は駅西側、小学校は駅東側、ブドウ園・保育園・高速道路のインターチェンジは駅北側にある。
- 若狭町立鳥羽小学校
- 若狭町立とばっ子保育園
- 明渓院[10]
- 石按比古比売神社[11]
- 大鳥羽郵便局
- 市川ブドウ園
- 福井県道22号上中田烏線
- 舞鶴若狭自動車道若狭上中IC

## 隣の駅
西日本旅客鉄道（JR西日本）
■小浜線
十村駅 - 大鳥羽駅 - 若狭有田駅